# Ave Mujica
Ave Mujica 是一支日本女子摇滚乐队，隶属于跨媒体制作企划《BanG Dream!》，同时也是该企划推出的第六支真实乐队，于2023年组建。乐队成员在企划的动画系列和手机游戏中扮演虚拟角色，并在现场演出中演奏各自角色所对应的乐器。
Ave Mujica 成员包括佐佐木李子（主音吉他手兼主唱）、渡濑结月（节奏吉他手）、冈田梦以（贝斯手）、米泽茜（鼓手）、高尾奏音（键盘手），并分别饰演三角初华、若叶睦、八幡海铃、祐天寺若麦和丰川祥子。这五个角色最初在MyGO!!!!!的故事中亮相。
成员的代号分别是Doloris、Mortis、Timoris、Amoris和Oblivionis，取自月海的拉丁语名称，并象征着人物内心的情感。代号更精确的含义可能在官方动画中揭晓。

## 历史

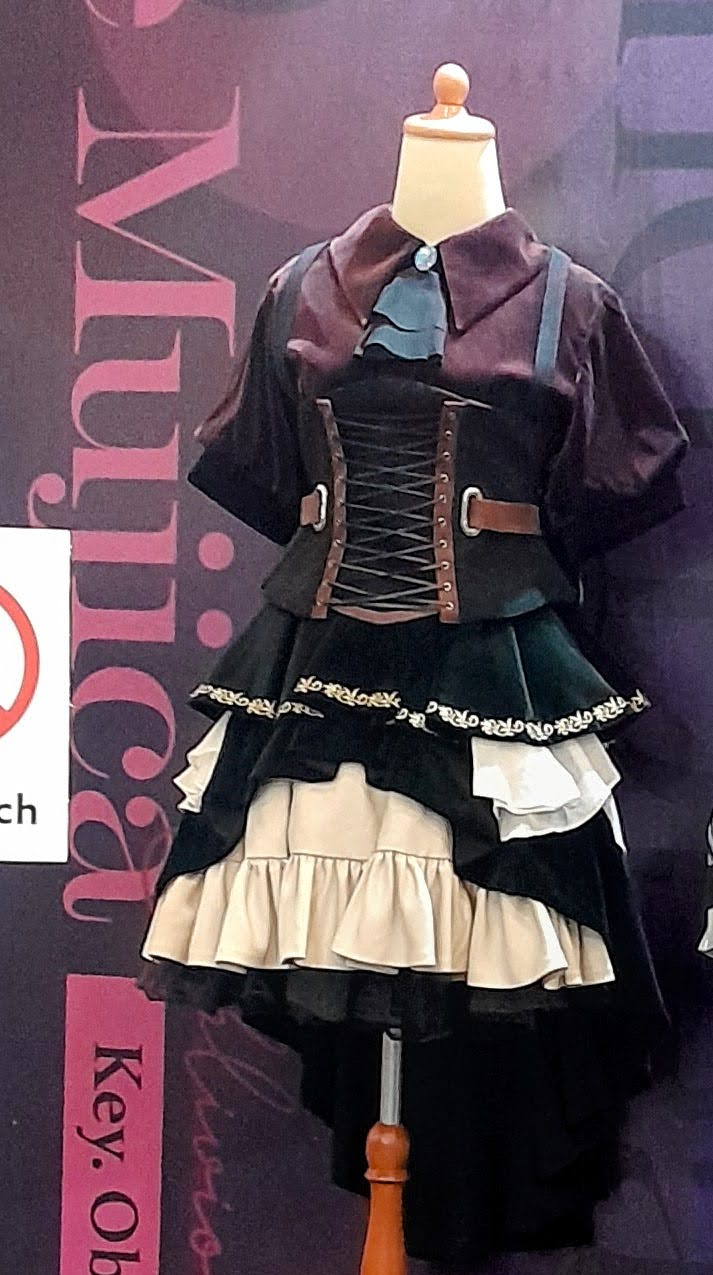
Ave Mujica成员高尾奏音（饰演丰川祥子/Oblivionis）所穿的服装，并在Comic Frontier 18 上的 Bushiroad Expo 2024 展会展出

Ave Mujica 于2023年4月11日发售了首支单曲《黑色生日》。此前乐队曾于4月9日举办的 MyGO!!!!! 第四场演唱会之时放置了屏幕和玻璃柜，其中有一个木箱和一封信，以另类现实游戏的方式将信息展示给公众。并在随后发布了相关音乐视频。 6月4日，作为告别中野太阳广场音乐祭的一部分，乐队举办了首场演唱会“Primo die in scaena”。同年9月13日，Ave Mujica 发布了首张迷你专辑《Alea jacta est》 ，收录了乐队的前六首单曲。成员公布后，Ave Mujica的第二场演唱会“Perdere Omnia”于2024年1月17日举行。
乐队演唱了武士道于2025年发行的电子游戏《Progress Orders》的主题曲“Divine”。

## 成员
在 Ave Mujica 的首场演唱会中，会场内较为昏暗，成员身穿黑色长袍，并佩戴面具，借此来隐藏身份。乐队成员的身份最终在动漫《BanG Dream! It's MyGO!!!!!》的最后一集中揭露。
- 高尾奏音 （Oblivionis，键盘手）：自述从3岁开始就练习钢琴，并在10岁时赢得了米兰的一场国际比赛。[10]这次比赛激励了她进一步提升自己的钢琴技能。 参与 Ave Mujica 的演出是她第一次以乐队成员的身份进行演奏。[11][9]在饰演丰川祥子之前，她曾为《放学后海堤日记》中的鹤木阳渚、 《原神》中的诺艾尔以及《被逐出勇者队伍》中的莉特等角色配音。[12][13][14]

- 渡濑结月（Mortis，节奏吉他手）：在饰演若叶睦之前，渡濑结月曾在武士道另一部企划 《D4DJ》中为 Lyrical Lily 的竹下美依子配音。[15]加入 Ave Mujica 后，她开始学习演奏七弦吉他。[11]

- 佐佐木李子（Doloris，主音吉他手兼主唱）：在加入 Ave Mujica 之前，李子的音乐经验较少，仅在中学期间短暂接触过吉他。不过成为歌手后，她又重拾了吉他。[11]她也曾为《邪神与厨二病少女》中的波波隆以及《歌剧少女！！》的山田彩子配音 。[16][17]

- 冈田梦以（Timoris，贝斯手）：和渡濑结月一样，冈田梦以也在 《D4DJ》 中为 Merm4id 的水岛茉莉花配音。[18]在加入 Ave Mujica 并饰演八幡海铃之前，她的音乐经验几乎仅限于钢琴，但加入后便开始学习贝斯。[11]

- 米泽茜（Amoris，鼓手）：米泽茜从四年级开始学习打鼓，在学习期间将乐队作为自己的爱好。为了追求成为鼓手的梦想而搬到了东京。[11]祐天寺若麦是她首次配音的角色。

## 乐队设定
在动画《It's MyGO!!!!!》中，Ave Mujica 是其中一支乐队，另一支则是 MyGO!!!!! ，是初三时丰川祥子与若叶睦参加的乐队 Crychic 解散后成立的。祥子在看到 Crychic 的前队友高松灯、长崎爽世和椎名立希未经她同意就演奏她们的歌曲后，决定组建新的乐队。动画的后半部分仍聚焦于 MyGO!!!!! 的成员，但讲述了祥子逐渐召集起新乐队的成员，这些成员均刻画为与 MyGO!!!!! 有过互动或有所关联的人。
Ave Mujica在《It's MyGO!!!!!》的第十三集中首次亮相。续作《BanG Dream! Ave Mujica》讲述了这支乐队的故事。

## 音乐作品
截至2025年3月16日， Ave Mujica 已经发布了17首原创歌曲，包括多首数字单曲。乐队的主要词作人通常是以嘻哈团体Soul'd Out成员身份而闻名的 Diggy-MO'，而企划中其他乐队通常与 Elements Garden合作。乐队于2023年4月11日发售数字单曲《黑色生日》，并于2025年4月23日发布首张专辑《Completeness》。

### 迷你专辑
| 年份 | 标题           | 发布日期 | Oricon 公信榜最高排名 | 参考   |
| ---- | -------------- | -------- | --------------------- | ------ |
| 2023 | Alea jacta est | 9月13日  | 14                    | [ 26 ] |
| 2024 | Elements       | 10月2日  | 5                     | [ 27 ] |

### 单曲
| 年份 | 标题                                 | 发布日期 | Oricon 公信榜最高排名 | 参考   |
| ---- | ------------------------------------ | -------- | --------------------- | ------ |
| 2024 | 素晴らしき世界 でも どこにもない場所 | 4月24日  | 13                    | [ 28 ] |
| 2025 | KiLLKiSS                             | 1月15日  | 4                     | [ 29 ] |

## 演唱会
| 日期           | 标题                                         | 城市       | 国家 | 地点                   | 参考   |
| -------------- | -------------------------------------------- | ---------- | ---- | ---------------------- | ------ |
| 2023年6月4日   | Ave Mujica 0th LIVE「Primo die in scaena」   | 东京       | 日本 | 中野太阳广场           | [ 30 ] |
| 2024年1月27日  | Ave Mujica 1st LIVE「Perdere Omnia」         | 横须贺     | 日本 | 横须贺艺术剧场         | [ 31 ] |
| 2024年6月8日   | Ave Mujica 2nd LIVE「Quaerere Lumina」       | 横滨       | 日本 | 神奈川县民音乐厅       | [ 32 ] |
| 2024年7月7日   | Ave Mujica 2nd LIVE「Quaerere Lumina」       | 名古屋     | 日本 | 爱知县艺术剧场         | [ 32 ] |
| 2024年10月13日 | Ave Mujica 3rd LIVE「Veritas」               | 富士河口湖 | 日本 | 河口湖恒星剧场         | [ 33 ] |
| 2024年12月15日 | Ave Mujica 第4th LIVE「Adventus」            | 东京       | 日本 | 武藏野之森综合体育广场 | [ 34 ] |
| 2025年2月2日   | Ave Mujica「KiLLKiSS」購入者限定フリーライブ | 横滨       | 日本 | KT Zepp横滨            | [ 35 ] |

## 评价
《滚石》日本版在2024年《音乐的未来》专刊中，将 Ave Mujica 选为代表日本的25个音乐团体之一。 